# Castelo de Blatnica

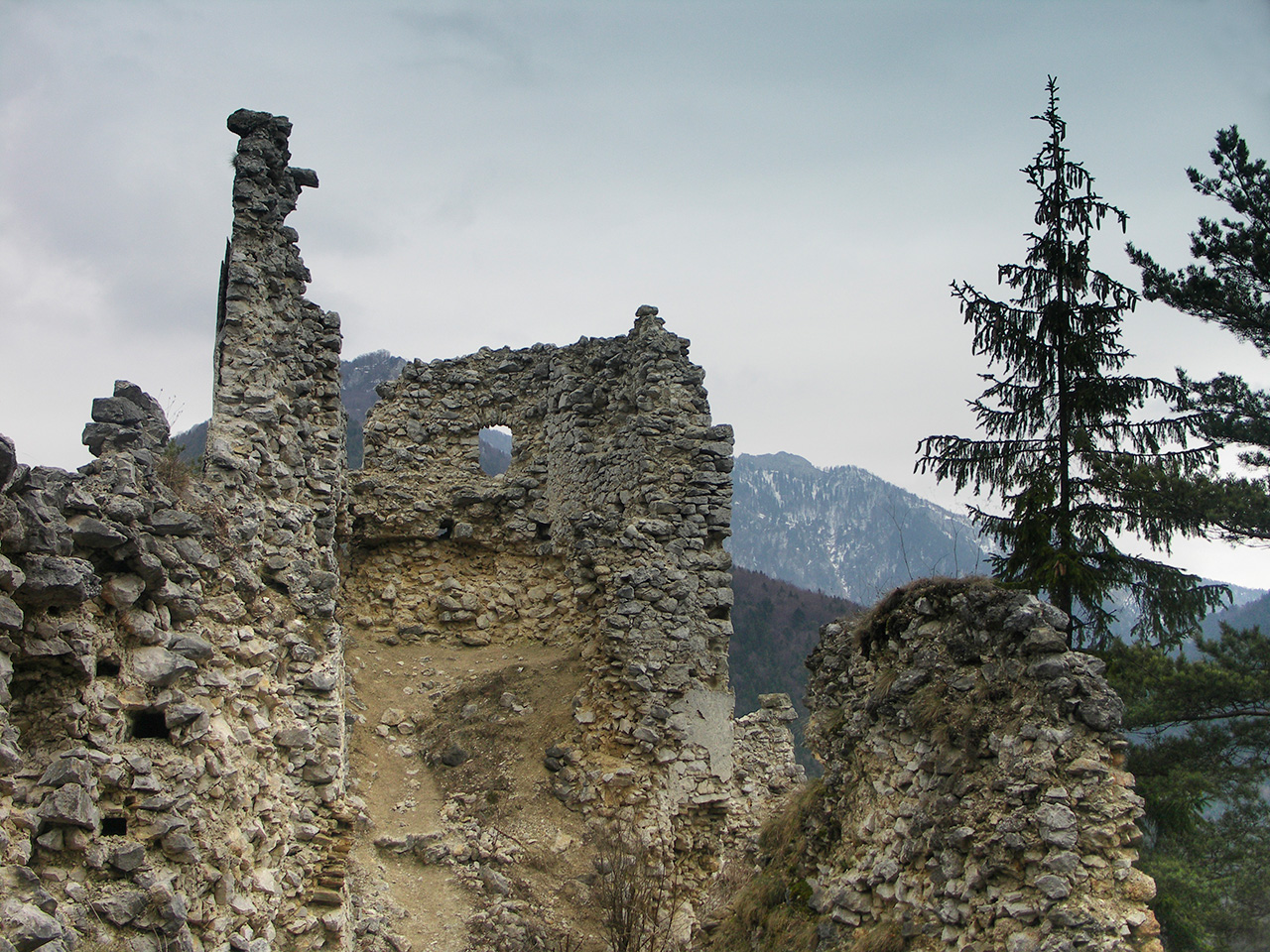
O castelo de Blatnica

O Castelo de Blatnica (em eslovaco, Blatnický hrad) é um castelo cujas ruínas estão localizadas perto do vilarejo de Blatnica, aos pés da cordilheira Veľká Fatra, Eslováquia.

## História
O castelo foi construído no século XIII para proteger uma importante estrada de comércio que ligava Nitra ao norte. Logo depois, tornou-se uma residência real, mas os reis perderam o interesse pelo desenvolvimento do castelo, com a construção de uma nova estrada em Mošovce.
Os novos donos de Blatnica (a partir de 1540), a família Révay, foram mais generosos, e o castelo foi consideravelmente ampliado na segunda metade do século XVI. A última reconstrução data de 1744. O castelo está abandonado desde 1790, e hoje só restam ruínas deste.